# Cosmòdrom de Plessetsk

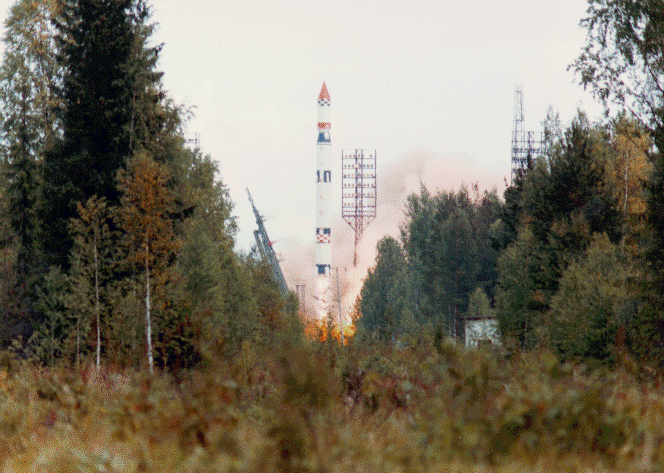
Coet Cicló-3 llançat des del cosmòdrom de Plessetsk

El cosmòdrom de Plessetsk (en rus Космодро́м Плесе́цк) és un cosmòdrom rus, localitzat a 800 km al nord de Moscou i al sud d'Arkhànguelsk (les coordenades varien segons la font, però les més aproximades són 62,8°N 40,1°E).
A l'origen era un complex de míssils intercontinentals, construït a partir de l'any 1957. Va ser declarat operacional per a coets R-7 el desembre de 1959. El poble de Plessetsk a l'óblast d'Arkhànguelsk té una estació de ferrocarril, essencial per a transportar els míssils. Mirni (en rus 'pacífic') és una ciutat construïda per a allotjar el personal de les instal·lacions. Cap a 1997, ja s'havien realitzat més de 1.500 llançaments a l'espai des d'aquest cosmòdrom, més que en cap altre, encara que va perdre importància amb la dissolució de la Unió Soviètica.
L'existència del cosmòdrom de Plessetsk es va mantenir en secret, però va ser descobert pel professor britànic de física Geoffrey Perry i els seus estudiants, que van analitzar l'òrbita del satèl·lit Cosmos 112 el 1966 i van deduir que no havia estat llançat des del cosmòdrom de Baikonur. Després de la fi de la guerra freda es va descobrir que la CIA sospitava des de final dels anys 50 l'existència d'una base de llançament de míssils a Plessetsk, però la Unió Soviètica no en va admetre l'existència fins al 1983.
Plessetsk servia bàsicament per a satèl·lits militars posicionats en alta inclinació i òrbita polar, com que el lloc on cauen les restes del coet és cap al nord, a l'Àrtida, una zona deshabitada enmig de terreny polar. Està situat a la zona de taigà, en una àrea plana de boscos boreals de pins.
Plessetsk no és indicat per a llançaments geoestacionaris de baixa inclinació a causa de la latitud (comparat amb el cosmòdrom de Kourou, a Kourou –la Guaiana Francesa–, una instal·lació de l'Agència Espacial Europea (ESA) a 5° nord).
Actualment, des del cosmòdrom de Plessetsk es llancen el Soiuz, el Cosmos-3M, el Rókot i el Tsiklon.

## Desastres
- El 26 de juny de 1973, nou9 persones van morir en una explosió del coet Cosmos 3-M, preparat per a ser llançat.
- El 18 de març de 1980, 48 persones van morir en una explosió del coet Vostok-2M, carregat amb el satèl·lit Tselinà, durant el procés d'omplir el combustible.
- El 15 d'octubre de 2002, un Soiuz que transportava una càrrega científica va començar a desintegrar-se vint segons després del llançament des de Plessetsk, va explotar nou segons més tard i va provocar una pluja de parts de l'aparell al voltant de la zona de llançament. L'explosió va matar el soldat Ivan Màrtxenko, que mirava el llançament des de darrere d'una gran finestra de vidre de la instal·lació de processament a 1 km del lloc de llançament. Uns altres vuit soldats que eren amb Màrtxenko van resultar ferits i van ser hospitalitzats. Fragments del coet van caure als boscos de la zona, on van provocar un incendi forestal, i una fase de llançament Block D va impactar en el lloc del llançament, on va causar danys estructurals.